# Biométéorisation

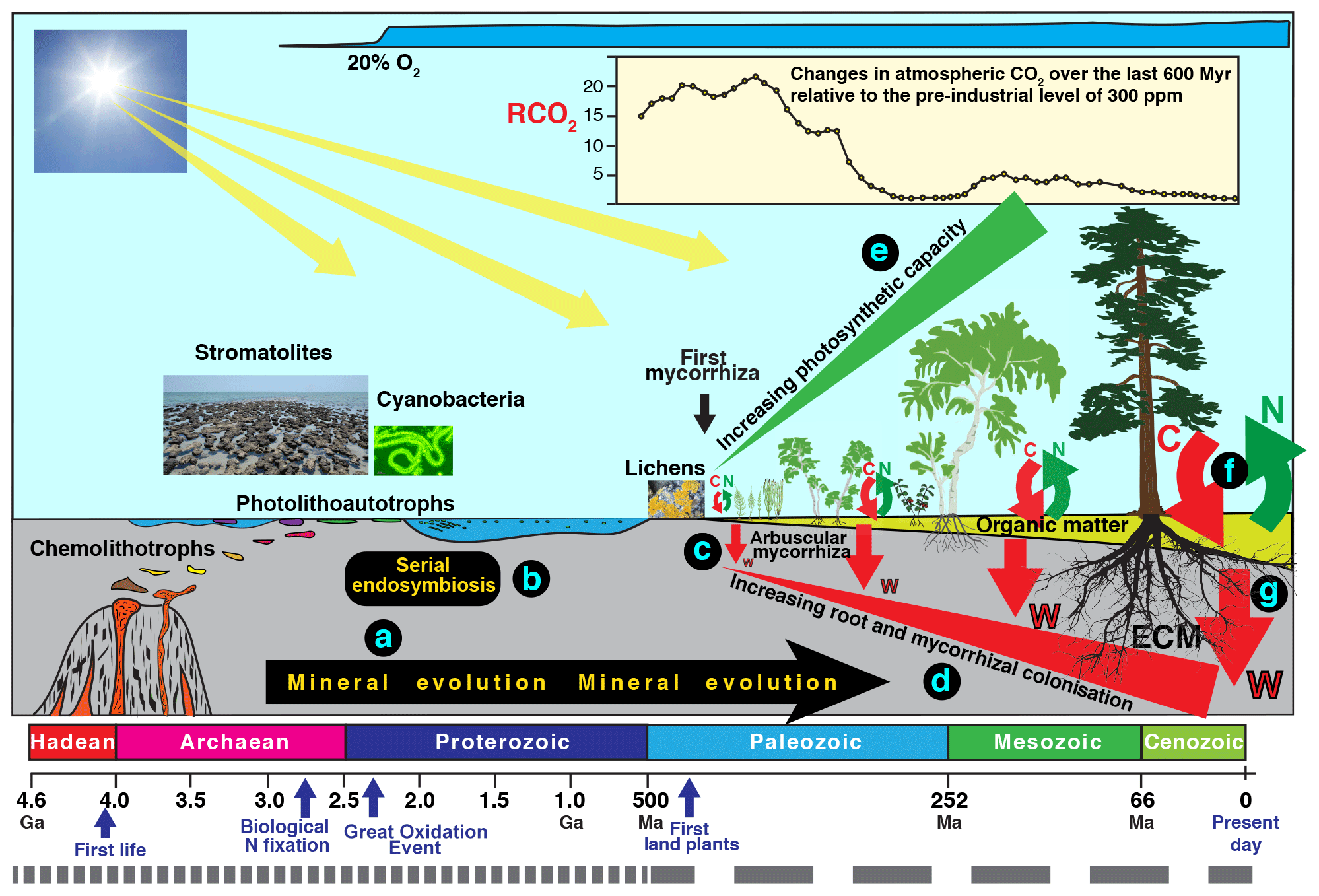
Rôle évolutif et écologique majeur des mycorhizes dans le processus de biométéorisation.

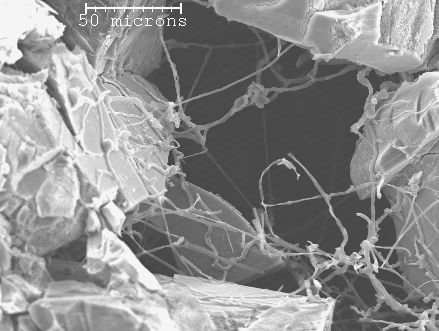
Présence de micro-organismes (actinomycètes) dans les pores d'un fragment de basalte prélevé sur les marges d'un glacier en Islande

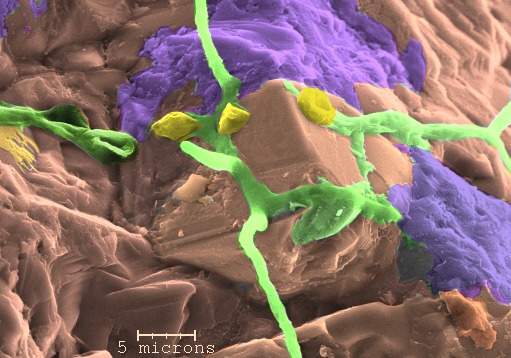
Croissance expérimentale de champignons sur un morceau de basalte

La biométéorisation est dans le domaine de la géomorphologie l'une des formes de météorisation (altération atmosphérique et/ou climatique). Le mot biométéorisation désigne l'ensemble des processus subaériens (dans l'air et dans le sol ou les roches exposé à l'air) de dégradation des roches commandés par des organismes vivants (flore, faune, fonge et micro-organismes) dont ils tirent leur alimentation. Ces processus sont ubiquistes. Ils sont biomécaniques (pénétration des rhizines des lichens) et/ou biochimiques (ex : sécrétions acides des champignons et microchampignons). 

## Le rôle des micro-organismes
Il est reconnu comme important (même pour des roches dures comme les basaltes), mais son degré d'intensité est encore débattu, notamment dans les milieux très chauds et secs (désert du sahara), et dans les milieux froids, (où en complément d'une érosion par le ruissellement et dans les contextes salins en complément de l'haloclastie, le gel semble jouer un rôle majeur via la gélifraction et la gélifluxion) ; Ainsi dans de vastes espaces apparemment presque uniquement minéraux les microganismes, discrètement présents dégradent la roche, dans le sud de l'Islande par exemple où ce phénomène a pu être étudié sur des dépôts géologiques récents notamment formés après le petit âge glaciaire. Sur des substrats rocheux géologiquement très récents, dans cette région, apparaissent nettement des cortex d'oxydation colorés (jaunâtres, orangés, brunâtres) qui montrent en microscopie que la surface de la roche est aussi colonisée par des microorganismes (spores, mycéliums, hyphes bien visibles en microscopie électronique...) qui contribuent à la décomposer (par acidolyse). La couleur dominante de ces cortex varie selon les roches et les organismes dominants de ces cortex. Les microdégradation induites par les microorganismes en surface d'une roche peuvent ensuite favoriser la micro-gélifraction et pour certaines roches des attaques se manifestant par des desquamation. 
Certains chercheurs lui accordent une place majeure dans la dégradation des roches taillées par l'homme (architectures en pierre), objets mégalithiques). L'augmentation du taux de CO2 et de trates atmosphériques peut favoriser certaines espèces (lichens, microalgues et cyanophycées notamment, susceptibles d'être impliquées dans certaines formes de bioérosion) alors que par pollution de l'air et des pluies par certains désherbants et fongicides pourraient au contraire, localement au moins, freiner ou atténuer ce phénomène. 
D'autres soulignent au contraire ou parallèlement le rôle protecteur dans certains contextes et dans une certaine mesure de certains biofilms face aux agents météoriques (bioprotection).

## Études
L'étude de ces processus est difficile in situ car faisant appel à des techniques d'observation microscopique qui ne sont accessibles qu'en laboratoire (par exemple, la microscopie électronique à balayage). 